# Poetika
Poetika je teorija strukture, forme i diskursa unutar književnosti, i, posebno, unutar poezije.

## Istorija
Termin poetika potiče od starogrčkog ποιητικός poietikos' „koji se odnosi na poeziju“; takođe „kreativni“ i „produktivni“. U zapadnom svetu, razvoj i evolucija poetike karakteriše tri umetnička pokreta koja se bave poetskom kompozicijom: (i) formalistički, (2) objektivistički i (iii) aristotelovski. (pogledajte Poetiku). Aristotelova Poetika je prva sačuvana filozofska rasprava koja se fokusira na teoriju književnosti.
Arapski prevod Aristotelove poetike od Abu Bišra Mata ibn Junusa
Delo je dugo bilo izgubljeno za zapadni svet. Bilo je dostupno u srednjem veku i ranoj renesansi samo preko latinskog prevoda arapskog komentara koji je napisao Averoes i preveo Hermanus Aleman 1256. Tačan grčko-latinski prevod koji je napravio Vilijam od Moerbeka 1278. je praktično ignorisan. Arapski prevod je uveliko odstupio u rečniku od originalne Poetike i pokrenuo je pogrešno tumačenje aristotelovske misli koje se nastavilo kroz srednji vek. Moderna poetika se razvila u renesansnoj Italiji. Potreba da se antički književni tekstovi tumače u svetlu hrišćanstva, da se procene i ocene narativi Dantea, Petrarke i Bokača, doprineli su razvoju složenih diskursa o teoriji književnosti. Zahvaljujući pre svega delu Genealogia Deorum Gentilium (1360) Đovanija Bokača, književna elita je stekla bogato razumevanje metaforičkih i figurativnih tropa. Latinski prevod Aristotelovog teksta Đorđa Vala iz 1498. (prvi koji je objavljen) uključen je u aldinsko izdanje grčkog originala iz 1508. kao deo antologije Rhetores graeci. Usledio je sve širi korpus tekstova o poetici u kasnijem petnaestom veku i tokom celog šesnaestog, fenomen koji je započeo u Italiji i proširio se na Španiju, Englesku i Francusku. Među najznačajnijim renesansnim delima o poetici su De arte poetica Marka Đirolama Vide (1527) i La Poetica Đana Đorđa Trisina (1529, prošireno izdanje 1563). U ranim decenijama šesnaestog veka pojavile su se vernakularne verzije Aristotelove Poetike, koje su kulminirale italijanskim izdanjima Lodovika Kastelvetra iz 1570. i 1576. 
Luis de Gongora (1561–1627) i Baltasar Grasijan (1601–58) doneli su poetici drugačiju formu sofizma. Emanuel Tesauro je opširno pisao u svom Il Cannocchiale Aristotelico (Aristotelovska špijunski dvogled, 1654), o figure ingeniose i figure metaforiche. Tokom romantičarske ere, poetika je težila ekspresionizmu i naglašavala subjekt koji opaža. Poetika dvadesetog veka se vratila aristotelovskoj paradigmi, praćena trendovima ka metakritičnosti, i uspostavljanjem savremene teorije poetike. Istočna poetika je razvila lirsku poeziju, a ne reprezentativnu mimetičku poeziju zapadnog sveta.

## Književna kritika
Poetika se od hermeneutike razlikuje po tome što se fokusira ne na značenje teksta, već radije na razumevanju kako se različiti elementi teksta spajaju i proizvode određene efekte na čitaoca. Većina književnih kritika kombinuje poetiku i hermeneutiku u jednoj analizi; međutim, jedno ili drugo može preovladavati s obzirom na tekst i ciljeve onoga koji čita.

## Literatura
- Olson, Charles (1950). Projective Verse. New York, NY: Poetry New York.
- Harmon, William (2003). Classic Writings on Poetry. New York: Columbia University Press.
- Hobsbaum, Philip (1996). Metre, Rhythm, and Verse Form. New York: Routledge. ISBN 0-415-12267-8.
- Kinzie, Mary (1999). A Poet's Guide to Poetry. Chicago: University of Chicago Press. ISBN 0-226-43739-6.
- Norman, Charles (1962). Poets on Poetry. New York: Collier Books. Original texts from 8 English poets before the 20th Century and from 8 20th Century Americans.
- Oliver, Mary (1994). A Poetry Handbook. New York: Harcourt Brace & Co. ISBN 0-15-672400-6.
- Oliver, Mary (1998). Rules for the Dance. Boston: Houghton Mifflin. ISBN 0-395-85086-X.
- Pinsky, Robert (1999). The Sounds of Poetry. New York: Farrar, Straus and Giroux. ISBN 0-374-52617-6.
- Quinn, Arthur (1993). Figures of Speech. Hillsdale: Lawrence Erlbaum Associates. ISBN 1-880393-02-6.
- Frow, John (2007). Genre (Reprint изд.). Routledge. стр. 57—59. ISBN 978-0-415-28063-1.
- Grendler, Paul F (2004). The Universities of the Italian Renaissance. Johns Hopkins University Press. стр. 239. ISBN 978-0-8018-8055-1.
- Heath, Malcolm, ур. (1997). Aristotle's Poetics. Penguin Books. ISBN 978-0-14-044636-4.
- Habib, Rafey (2005). A history of literary criticism. John Wiley & Sons. стр. 607-609, 620. ISBN 9780631232001.
- Abondolo, Daniel (2001). A poetics handbook: verbal art in the European tradition. Curzon. стр. 52-53. ISBN 9780700712236.
- Ebrey, Patricia (1993). Chinese Civilisation: A Sourcebook (2nd изд.). The Free Press. стр. 11-13. ISBN 978-0-02-908752-7.
- Ahl, Frederick; Roisman, Hannah M. (1996). The Odyssey Re-Formed. Cornell University Press. стр. 1—26. ISBN 978-0-8014-8335-6.
- Goody, Jack (1987). The Interface Between the Written and the Oral. Cambridge University Press. стр. 98. ISBN 978-0-521-33794-6.
- Sanders, NK (1972). The Epic of Gilgamesh (Revised изд.). Penguin Books. стр. 7—8.
- Schmidt, Michael, ур. (1999). The Harvill Book of Twentieth-Century Poetry in English. Harvill Press. стр. xxvii—xxxiii. ISBN 978-1-86046-735-6.
- Eliot, T. S. (1999). „The Function of Criticism”. Selected Essays. Faber & Faber. стр. 13—34. ISBN 978-0-15-180387-3.
- Longenbach, James (1997). Modern Poetry After Modernism. Oxford University Press. стр. 9,103. ISBN 978-0-19-510178-2.
- Strachan, John R.; Terry, Richard G. (2000). Poetry: an introduction. Edinburgh University Press. стр. 119. ISBN 978-0-8147-9797-6.
- Stinger, C (1998) [1985 (hardback)]. The Renaissance in Rome. Bloomington, IN: Indiana Bloomington Press. ISBN 978-0-253-33491-6.
- Paoletti, J; Radke, G (2005) [1997]. Art in Renaissance Italy. London: Laurence King Publishing. ISBN 978-1-85669-439-1.
- Adams, Stephen J. (1997). Poetic designs: an introduction to meters, verse forms and figures of speech. Broadview. ISBN 978-1-55111-129-2.
- Brooks, Cleanth (1947). The Well Wrought Urn: Studies in the Structure of Poetry. Harcourt Brace & Company.
- Corn, Alfred (1997). The Poem's Heartbeat: A Manual of Prosody. Storyline Press. ISBN 978-1-885266-40-8.
- Fussell, Paul (1965). Poetic Meter and Poetic Form. Random House.
- Finch, Annie (2011). A Poet's Ear: A Handbook of Meter and Form. University of Michigan Press. ISBN 978-0-472-05066-6.
- Fry, Stephen (2007). The Ode Less Travelled: Unlocking the Poet Within. Arrow Books. ISBN 978-0-09-950934-9.
- Hollander, John (1981). Rhyme's Reason. Yale University Press. ISBN 978-0-300-02740-2.
- Pound, Ezra (1951). ABC of Reading. Faber.
- Preminger, Alex; Brogan, Terry VF; Warnke, Frank J. (ур.). The New Princeton Encyclopedia of Poetry and Poetics (3rd изд.). Princeton University Press. ISBN 978-0-691-02123-2.
- Tatarkiewicz, Władysław, "The Concept of Poetry", translated by Christopher Kasparek, Dialectics and Humanism: The Polish Philosophical Quarterly, vol. II, no. 2 (spring 1975), published in Warsaw under the auspices of the Polish Academy of Sciences by Polish Scientific Publishers. pp. 13–24.
- Isobel Armstrong, Joseph Bristow, and Cath Sharrock (1996) Nineteenth-Century Women Poets. An Oxford Anthology
- Ferguson, Margaret; Salter, Mary Jo; Stallworthy, Jon, ур. (1996). The Norton Anthology of Poetry (4th изд.). W. W. Norton & Co. ISBN 978-0-393-96820-0.
- Gardner, Helen, ур. (1972). New Oxford Book of English Verse 1250–1950. Oxford University Press. ISBN 978-0-19-812136-7.
- Larkin, Philip, ур. (1973). The Oxford Book of Twentieth Century English Verse. Oxford University Press.
- Lonsdale, Roger, ур. (1990). Eighteenth Century Women Poets by Roger Lonsdale. Oxford University Press.
- Mosley, Ivo, ур. (1994). The Green Book of Poetry. Frontier Publishing. ISBN 978-1872914060.
- Mosley, Ivo, ур. (1996). Earth Poems: Poems from Around the World to Honor The Earth. Harpercollins. ISBN 978-0062512833.
- Ricks, Christopher, ур. (1999). The Oxford Book of English Verse. Oxford University Press. ISBN 978-0-19-214182-8.
- Yeats, WB, ур. (1936). Oxford Book of Modern Verse 1892–1935. Oxford University Press.
- Ciardi, John (1959). How Does a Poem Mean?. Cambridge, MA: The Riverside Press.
- Drew, Elizabeth (1933). Discovering Poetry. New York: W.W. Norton & Company.
- Hashmi, Alamgir (2011). „Eponymous Écriture and the Poetics of Reading a Transnational Epic”. Dublin Quarterly, 15.
- Bloom, Harold (2006). Bloom's Modern Critical Views: Contemporary Poets. Bloom's Literary Criticism, Infobase Publishing.
- Iturat, Isidro (2010). Poetics. Brazil: Indrisos.com. Архивирано из оригинала 07. 11. 2014. г. Приступљено 16. 11. 2018.
- Belfiore, Elizabeth, S., Tragic Pleasures: Aristotle on Plot and Emotion. Princeton, N.J.: Princeton UP (1992).  0-691-06899-2
- Bremer, J.M., Hamartia: Tragic Error in the Poetics of Aristotle and the Greek Tragedy, Amsterdam 1969
- Butcher, Samuel H., Aristotle's Theory of Poetry and Fine Art, New York 41911
- Carroll, M., Aristotle's Poetics, c. xxv, Ιn the Light of the Homeric Scholia, Baltimore 1895
- Cave, Terence, Recognitions. A Study in Poetics, Oxford 1988
- Carlson, Marvin, Theories of the Theatre: A Historical and Critical Survey from the Greeks to the Present. Expanded ed. Ithaca and London: Cornell UP (1993).  978-0-8014-8154-3.
- Destrée, Pierre, "Aristotle on the Power of Music in Tragedy," Greek & Roman Musical Studies, 4  (2):, 2016
- Dukore, Bernard F., Dramatic Theory and Criticism: Greeks to Grotowski. Florence, KY: Heinle & Heinle (1974).  0-03-091152-4
- Downing, E., "oἷον ψυχή: Αn Εssay on Aristotle's muthos", Classical Antiquity 3 (1984) 164-78
- Else, Gerald F., Plato and Aristotle on Poetry, Chapel Hill/London 1986
- Fendt, Gene (2019). „Aristotle on Dramatic Musical Composition. By Gregory Scott (Review)”. Ancient Philosophy. Philosophy Documentation Center. 39 (1): 248—252. ISSN 0740-2007. S2CID 171990673. doi:10.5840/ancientphil201939117.
- Heath, Malcolm (1989). „Aristotelian Comedy”. Classical Quarterly. 39 (1989): 344—354. doi:10.1017/S0009838800037411.
- Heath, Malcolm (1991). „The Universality of Poetry in Aristotle's Poetics”. Classical Quarterly. 41 (1991): 389—402. doi:10.1017/S0009838800004559.
- Heath, Malcolm (2009). „Cognition in Aristotle's Poetics”. Mnemosyne. 62 (2009): 51—75. doi:10.1163/156852508X252876.
- Halliwell, Stephen, Aristotle's Poetics, Chapel Hill 1986.
- Halliwell, Stephen, The Aesthetics of Mimesis. Ancient Texts and Modern Problems, Princeton/Oxford 2002.
- Hardison, O. B., Jr., "Averroes", in Medieval Literary Criticism: Translations and Interpretations. New York: Ungar (1987), 81–88.
- Hiltunen, Ari, Aristotle in Hollywood. Intellect (2001).  1-84150-060-7.
- Ηöffe, O. (ed.), Aristoteles: Poetik, (Klassiker auslegen, Band 38) Berlin 2009
- Janko, R., Aristotle on Comedy, London 1984
- Jones, John, On Aristotle and Greek Tragedy, London 1971
- Lanza, D. (ed.), La poetica di Aristotele e la sua storia, Pisa 2002
- Leonhardt, J., Phalloslied und Dithyrambos. Aristoteles über den Ursprung des griechischen Dramas. Heidelberg 1991
- Lienhard, K., Entstehung und Geschichte von Aristoteles 'Poetik', Zürich 1950
- Lord, C., "Aristotle's History of Poetry", Transactions and Proceedings of the American Philological Association 104 (1974) 195–228
- Lucas, F. L., Tragedy: Serious Drama in Relation to Aristotle's "Poetics". London: Hogarth (1957). New York: Collier.  0-389-20141-3. London: Chatto.  0-7011-1635-8
- Luserke, M. (ed.), Die aristotelische Katharsis. Dokumente ihrer Deutung im 19. und 20. Jahrhundert, Hildesheim/Zürich/N. York 1991
- Morpurgo- Tagliabue, G., Linguistica e stilistica di Aristotele, Rome 1967
- Rorty, Amélie Oksenberg (ed.), Essays on Aristotle's Poetics, Princeton 1992
- Schütrumpf, E., "Traditional Elements in the Concept of Hamartia in Aristotle's Poetics", Harvard Studies in Classical Philology 92 (1989) 137–56
- Scott, Gregory L., Aristotle on Dramatic Musical Composition The Real Role of Literature, Catharsis, Music and Dance in the Poetics (2018),  978-0999704936
- Sen, R. K., Mimesis, Calcutta: Syamaprasad College, 2001
- Sen, R. K., Aesthetic Enjoyment: Its Background in Philosophy and Medicine, Calcutta: University of Calcutta, 1966
- Sifakis, Gr. M., Aristotle on the Function of Tragic Poetry, Heraklion 2001.  960-524-132-3
- Söffing, W., Deskriptive und normative Bestimmungen in der Poetik des Aristoteles, Amsterdam 1981
- Sörbom, G., Mimesis and Art, Uppsala 1966
- Solmsen, F., "The Origins and Methods of Aristotle's Poetics", Classical Quarterly 29 (1935) 192–201
- Tsitsiridis, S., "Mimesis and Understanding. An Interpretation of Aristotle's Poetics 4.1448b4-19", Classical Quarterly 55 (2005) 435–46
- Vahlen, Johannes, Beiträge zu Aristoteles' Poetik, Leipzig/Berlin 1914
- Vöhler, M. – Seidensticker B. (edd.), Katharsiskonzeptionen vor Aristoteles: zum kulturellen Hintergrund des Tragödiensatzes, Berlin 2007

## Spoljašnje veze
- librivox.org audio recording
- Project Gutenberg – Poetics (Aristotle)
- Aristotle's Poetics: Perseus Digital Library edition
- Greek text from Hodoi elektronikai
- Critical edition (Oxford Classical Texts) by Ingram Bywater
- Seven parallel translations of Poetics: Russian, English, French
- Aristotle: Poetics entry by Joe Sachs in the Internet Encyclopedia of Philosophy
- Notes of Friedrich Sylburg (1536-1596) in a critical edition (parallel Greek and Latin) available at Google Books
- Analysis and discussion in the BBC's In Our Time series on Radio 4.